# Heinz Graßhoff
Heinz Graßhoff, auch Grasshoff, (* 22. April 1915 in Bremervörde; † 1. April 2002 in Bremen) war ein deutscher Bauingenieur für Geotechnik.

## Leben und Wirken
Graßhoff war der Sohn eines Offiziers und studierte nach dem Abitur 1934 am Kleist-Gymnasium in Berlin und Arbeitsdienst ab Wintersemester 1934/35 an der TH Danzig Bauingenieurwesen, unterbrochen vom Wehrdienst 1936 bis 1938. Im Zweiten Weltkrieg wurde er zu den Pionieren einberufen (setzte aber zeitweise sein Studium an der TH Berlin im Rahmen der Ingenieurs-Offiziers-Akademie fort) und im August 1941 als Zugführer in Russland schwer verwundet (ein Unterschenkel wurde amputiert). Er setzte sein Studium an der TH Stuttgart fort mit dem Abschluss 1943, wobei er sich auf Grund- und Wasserbau spezialisierte. Danach war er bis Kriegsende Assistent bei Wilhelm Loos an der TH Berlin (Erdbauinstitut). 1945 war er einige Monate in einer Pionier-Straßenbaueinheit unter englischer Leitung in Schleswig-Holstein. Danach war er Leiter der Statik-Abteilung im Bauaufsichtsamt Bremen und baute ab 1946 als Dozent an der Bau- und Ingenieurschule in Bremen ein Grundbaulabor auf. 1949 wurde er an der TH Hannover promoviert (Messungen des dynamischen Widerstandes an Modellpfählen in Sandböden und Untersuchungen über seine Gesetzmäßigkeit). 1951 wurde er staatlicher Baurat. 1954 ging er an die Staatliche Ingenieurschule für Bauwesen in Wuppertal (später Bergische Universität Wuppertal), wo er ebenfalls ein Grundbaulabor aufbaute. 1965 wurde er Oberbaurat, 1970 Baudirektor und 1973 Professor. 1979 wurde er emeritiert. Er war an der Technischen Akademie Wuppertal sehr aktiv in Seminaren zur Weiterbildung von Ingenieuren.
Er veröffentlichte besonders über elastische Flachgründungen, Erddruckberechnungen, Spundwandberechnungen und Horizontalbelastung von Pfählen.
Er war Ehrenmitglied der Deutschen Gesellschaft für Geotechnik und in mehreren Normenausschüssen und Arbeitskreisen der Deutschen Gesellschaft für Erd- und Grundbau.

## Schriften
- mit Peter Siedek, Georg Kübler: Erd- und Grundbau, 4 Bände, Werner Verlag 1965
- mit Peter Siedek, Rudolf Floss: Handbuch Erd- und Grundbau, 2 Bände, Werner Verlag 1982,
- mit Wilhelm Loos: Kleine Baugrundlehre, Köln-Braunsfeld: R. Müller, 1955, 2. Auflage 1963
- Berechnung elastischer Flächengründungen, in: Grundbau-Taschenbuch, Ernst, 1966